# Live from New York City, 1967
Live from New York City, 1967 è un album dal vivo del duo folk rock statunitense Simon & Garfunkel, pubblicato nel 2002.
Si tratta di una registrazione effettuata il 22 gennaio 1967 a New York.

## Tracce
Tutte le tracce sono di Paul Simon, tranne dove indicato.
1. He Was My Brother – 3:21
2. Leaves That Are Green – 2:57
3. Sparrow –3:06
4. Homeward Bound – 2:39
5. You Don't Know Where Your Interest Lies – 2:06
6. A Most Peculiar Man – 2:59
7. The 59th Street Bridge Song (Feelin' Groovy) – 1:49
8. The Dangling Conversation – 3:01
9. Richard Cory – 3:23
10. A Hazy Shade of Winter – 2:37
11. Benedictus (tradizionale, arr. Paul Simon & Art Garfunkel) – 2:45
12. Blessed – 3:45
13. A Poem on the Underground Wall – 4:45
14. Anji (Davy Graham) – 2:28
15. I Am a Rock – 2:57
16. The Sound of Silence – 3:25
17. For Emily, Whenever I May Find Her – 2:40
18. A Church Is Burning – 3:43
19. Wednesday Morning, 3 A. M. – 3:35

## Formazione
- Paul Simon: chitarra acustica, voce
- Art Garfunkel: voce